# Heinrich Gustav Plitt (Politiker, 1817)

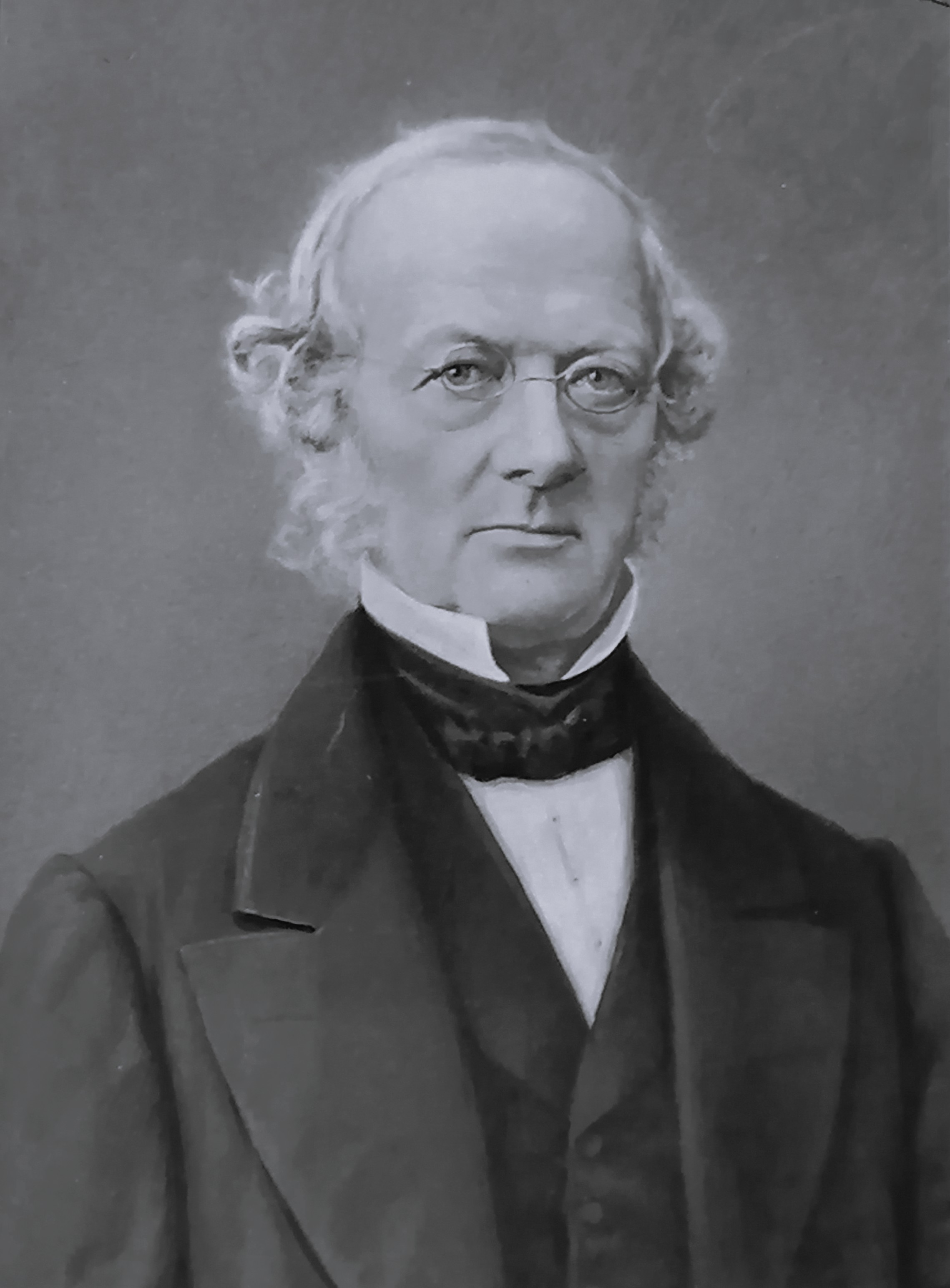
Heinrich Gustav Plitt

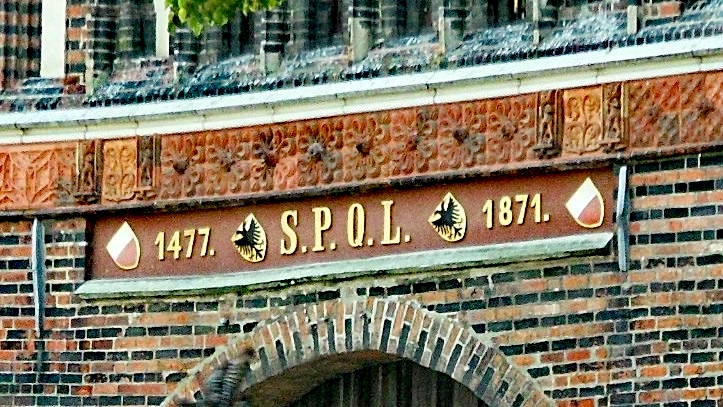
„Senatus populusque Lubecensis“

Heinrich Gustav Plitt (* 14. Dezember 1817 in Lübeck; † 26. Oktober 1879 ebenda) war Lübecker Senator.

## Leben
Plitt war der Sohn des aus Mecklenburg stammenden gleichnamigen Senators Heinrich Gustav Plitt (1777–1841). Nach dem Besuch des Katharineums bis Michaelis 1837 studierte er Rechtswissenschaften in Heidelberg  und in Göttingen.  Er war als Jurist ab 1841 zunächst Prokurator am Niedergericht, von 1844 an dann am Oberappellationsgericht. 1849 wurde er in die Bürgerschaft gewählt, deren Vorsitzender er in den Jahren 1858 und 1859 war. Von 1856 bis 1861 bekleidete Plitt den Rang des Oberstleutnants der Lübecker Bürgergarde.
Seit 1857 gehörte Plitt dem Untergericht an und wurde 1863 dessen Direktor. 1866 wurde er in den Senat gewählt und erhielt als Senator die Leitung des Polizeiamtes übertragen.
Hier fanden die Lübecker ihn in Ludwig Ewers’ 1926 erschienenem Roman Die Großvaterstadt mit viel Lübecker Geschichte und Geschichten wieder. Als die lübeckische Bevölkerung seinerzeit unter ihrem Polizeichef litt, dichtete sie die Bedeutung der 1871 am Holstentor angebrachten auf dem S.P.Q.R. als Vorbild dienenden Inschrift S. P. Q. L. in Senator Plitt quält Lübeck um.
Von 1865 bis 1868 war Plitt Direktor der Gesellschaft zur Beförderung gemeinnütziger Tätigkeit. Er war seit 1845 Mitglied der Lübecker Freimaurerloge Zum Füllhorn und 1879 kurz vor seinem Tod ihr Vorsitzender Meister.

## Wilhelm I. in Lübeck
Der Kaiser traf am 22. November 1874 auf der Reise von Kiel nach Berlin 22 Uhr 15 Min. den Lübecker Bahnhof ein. Das Publikum wurde auf den nördlichen Teil des Perrons beschränkt. Zum Empfang des Kaisers war eine Senatsdeputation aus Bürgermeister Curtius und den Senatoren Heinrich Theodor Behn, Georg Christian Tegtmeyer und Plitt, ferner Oberpostdirektor Hermann Lingnau, Steuerrat Schmorl, Zollverwalter Weisbrod, Telegrafeninspektor Buchner, Oberstleutnant Schwencke und Major Ernst Melms, sowie der preußische Gesandte Adalbert von Rosenberg und der preußische Konsul Wilhelm Fehling erschienen.
Mit dem Kaiser reisten die Prinzen Carl und Prinz Friedrich Karl, der Großherzog zu Mecklenburg, dem Präsidenten des Reichskanzleramts Rudolph Delbrück, Generalfeldmarschall Helmuth von Moltke, Marineminister Albrecht von Stosch und den hier den Zug verlassenden Generalleutnant Hermann von Tresckow.
Der Aufenthalt, während dem sich der Kaiser mit den Wartenden unterhielt, dauerte nur wenige Minuten, bevor der Zug die Stadt in Richtung der mit Bengalischen Flammen erleuchteten mit Publikum gesäumten Wälle entlang der heutigen Possehlstraße wieder verließ.